# 南波一海
南波 一海（なんば かずみ、1978年10月15日 - ）は、日本の音楽ライター、音楽家。PENGUIN DISC主宰。

## 略歴

### □□□時代(1998-2008)
1998年、早稲田実業からの同級生、三浦康嗣と□□□（クチロロ）を結成。2008年に一身上の都合により脱退。

### 音楽ライター
脱退以降は、音楽ライターとして活動を開始。□□□時代CDをリリースした佐々木敦率いるHEADZに所属、「ヒアホン」の編集に携わる他、「ミュージック・マガジン」「CDジャーナル」「HiVi」などの音楽誌に音楽、映画などのレビューを行っていた。
ももいろクローバーZの出現以降、音楽誌がアイドルを取り上げるようになり、特にCDジャーナルからはアイドル関係（特にハロー!プロジェクト）の仕事を重点的に振られるようになったことで、他媒体でもアイドル以外の仕事が減ってしまったと語っている。
2012年11月より、タワーレコード社長の嶺脇育夫と渋谷店でネット番組「南波一海のアイドル三十六房」を開始。全国各地に存在するアイドルの楽曲を紹介したり（レギュラー回）、ゲストを迎えて長時間のトークを繰り広げている（特別編）。同番組より派生したコンピレーション・アルバムとして、『Japan Idol File』（2013年）、『ハロー!プロジェクトの全曲から集めちゃいました!』（2014年）、『Japan Idol File 2』（2015年）等の企画が生まれた。
アイドルイベントの司会を務めることもあり、BiS結成当初、メンバーを生徒としてアイドルについて講義する「OTOTOYアイドル研究室」、野呂佳代と共にMCを務めるローカルアイドルが競う勝ち抜きトーナメント「ご当地アイドルお取り寄せ図鑑」、「吉川友の定期的にインタビューされてみっか!」などがある。2018年現在は、ROCK CAFE LOFTでアイドルをゲストに迎えたトークイベント「南波一海のヒアヒア」を行う一方、吉田豪、小出祐介（Base Ball Bear）、小林清美とのイベントも不定期に行っている。
2016年5月31日、アイドル楽曲の作家へのインタビューをまとめた初の単著『ヒロインたちのうた』（音楽出版社）を発売。
2016年7月12日、タワーレコード内に自らが主宰するアイドルレーベル「PENGUIN DISC」を立ち上げることを発表。第一弾アーティストとして、ハコイリ♡ムスメ、Peach sugar snow、RYUTistが所属した。
RYUTist「夢見る花小路」（アルバム『柳都芸妓』収録）や柳♡箱（RYUTistとハコイリ♡ムスメ）「ともだち」のミュージックビデオを監督、「ともだち」は作詞も担当している。
2023年、AqbiRecが手がける次世代アイドル育成プロジェクト「AQBI MATE」のスタッフとして参加することが発表された。

## 人物・エピソード
父親は漫画家のたかもちげんであることを2016年に公表した。遺作となった『警察署長』が原作となったドラマ『こちら本池上署』に加護亜依が出演しているのを見て、父親はすごい人だったと思ったとのこと。父親が亡くなる前はアシスタント的な仕事もしていた。
三浦康嗣や佐々木敦からは「なんちゃん」と呼ばれている。
子供の頃からグラビアアイドルのファンであり、AKB48がグラビアに登場するようになってからアイドルソングに興味を持つようになる。中途半端な知識で書いたアイドル論評がファンの間で集中砲火にあって以降スイッチが入り、毎日ライブに通い、金がなくなるまでCDを購入するようになったと述べている。
インディーズアイドルやローカルアイドルの音源は全国流通していないCDが多いため、全国のライブ会場に足を運んだアイドルソング蒐集に定評がある。2015年に『Japan Idol File 2』を選曲した際、ここ3年で5000曲近くのインディーズアイドル、ローカルアイドルの楽曲を収集しており、一部からはアイドル界の柳田國男と呼ばれている。2015年は1年間でCD（CD-R含む）600枚・3000曲を収集したとのこと。佐々木には「アイドルの現場に行ってCD-Rを買うのは、ヒップホップのミックステープを買うのと同じ」と説明したことがある。
Berryz工房の「Berryz工房コンサートツアー2013春 in Bangkok」、BELLRING少女ハートの「台湾 好幸福的ツアー」、モーニング娘。'14のニューヨーク公演などアイドルの海外公演に参加し現地レポートを発表している。
アイドル本人へのインタビューでは、楽曲についての質問は返ってくる答えが他のインタビュアーが質問したものとあまり変わり映えがしないという理由で積極的には行わず、代わりに楽曲を作った作家へのインタビューを行うようになった。

### 評価
吉田豪は、自身とロマン優光が信用できるアイドルライターとして南波の名を挙げている。「『アイドルしか聞かない』的な視野の狭さがない」、「原稿料以上にCDを買うことで発言に説得力が出てくる」というのがその理由。
田中秀臣は、栗原裕一郎との会話の中で「アイドルの一部の評価が『吉田豪 - 南波一海 - T-Palette（嶺脇育夫が設立したアイドル専門レコードレーベル）』トライアングルで決まっている」という話が出たと語っており、南波がアイドル評論において権威的な位置づけがされているという指摘を行った。

## 作品

### CD
- Japan Idol File（2013年4月24日） - 嶺脇育夫監修、南波・エドボルが曲を選出[18]
- ハロー!プロジェクトの全曲から集めちゃいました! Vol.1 アイドル三十六房編（2014年1月1日） - 嶺脇育夫と共同で選曲を担当[19]
- Japan Idol File 2（2015年3月10日）

### 楽曲提供
- 柳♡箱（RYUTistとハコイリ♡ムスメ）「ともだち」 - 作詞
- RYUTist「Never let me back」 - 作詞[20]

## 書籍

### 単著
- 『ヒロインたちのうた』音楽出版社〈CDジャーナルムック〉（原著2016年5月31日）。ISBN 978-4861711527。
  - CDジャーナルWEBの連載「ヒロインたちのうた。」を単行本化したもの。

### 共著・ライターとして参加
- 吉田豪、原田和典、南波一海『アイドル・ソング・クロニクル2002〜2012』ミュージックマガジン〈ミュージックマガジン増刊〉（原著2012年8月31日）。ASIN B008MADULG。
- 『HELLO! PROJECT COMPLETE SINGLE BOOK』音楽出版社〈CDジャーナルムック〉（原著2013年11月8日）。ISBN 978-4861711091。
- 『HELLO! PROJECT COMPLETE ALBUM BOOK』音楽出版社〈CDジャーナルムック〉（原著2015年3月18日）。ISBN 978-4861711343。
- 『ポストロック・ディスク・ガイド』シンコーミュージック（原著2015年5月30日）。ISBN 978-4401641437。
- 鞘師里保『17歳の決断』ワニブックス（原著2016年3月26日）。ISBN 978-4847048265。 - インタビュアーを担当
- 『ハロプロ スッペシャ〜ル 〜ハロー!プロジェクト×CDジャーナルの全インタビューを集めちゃいました!〜』音楽出版社〈CDジャーナルムック〉（原著2017年5月18日）。ISBN 978-4861711640。 - 2011年から2016年まで「CDジャーナル」誌上で南波が行ったハロプロメンバーへのインタビューとナカGによる漫画を全収録[21]。

## 現在のレギュラー・連載

### インターネット放送
- 『南波一海のアイドル三十六房』（タワレコTV、毎月第1木曜、2012年11月28日 - ）
- 『南波一海のアンド・ゲスト』（TOWER RECORDS MUSIC、2022年7月20日 - ）
- 『小出祐介&南波一海の「こんプロラジオ」』→『こんプロラジオ』（Voicy→TBSポッドキャスト。小出祐介と共にパーソナリティを務める。Voicy版:2023年3月1日 - 6月29日／TBSポッドキャスト版:2023年7月3日 -）

### WEB連載
- ヒロインたちのうた。アイドルソングのキーパーソンを直撃!（CDジャーナル）[22]

- 佐々木敦&南波一海の「聴くなら聞かねば！」 （音楽ナタリー、2020年12月 - ）

### イベント
- 吉田豪×南波一海 アイドル伝説（アメリカ村 FANJ twice 他、2014年 - ）
元々2011年より「吉田豪のアイドル伝説」として始まったが、2012年のVol.2にゲスト出演[23]、Vol.3からレギュラー化[24]。
- 吉田豪×南波一海の"このアイドルが見たい"（LOFT9 Shibuya、2016年 - ）出演・吉田豪、南波一海、嶺脇育夫（出演しない回あり）
- 南波一海×小林清美ぶっちゃけトークライブ（K&Mミュージック新宿店→中野店、2016年 - ）
- 小出祐介&南波一海の「こんばんはプロジェクト」（LOFT9 Shibuya、2017年 - ）
- 南波一海のヒアヒア（ROCK CAFE LOFT、2018年 - ）

| ゲスト         | ゲスト                                                              | ゲスト                                     | ゲスト                                                     |
| 公演日         | サブタイトル                                                        | ゲスト                                     | 備考                                                       |
| -------------- | ------------------------------------------------------------------- | ------------------------------------------ | ---------------------------------------------------------- |
| 2018年6月19日  | 〜第一回ゲスト：宇佐蔵べにの場合〜                                  | 宇佐蔵べに（あヴぁんだんど、APOKALIPPPS）  |                                                            |
| 2018年7月3日   | 〜第二回ゲスト：早桜ニコの場合〜                                    | 早桜ニコ（クマリデパート）                 |                                                            |
| 2018年9月15日  | 〜第三回ゲスト：南端まいなの場合〜                                  | 南端まいな                                 |                                                            |
| 2018年10月13日 | 〜第四回ゲスト：寿々木ここねの場合〜                                | 寿々木ここね（SAKA-SAMA）                  |                                                            |
| 2018年11月29日 | 〜第五回ゲスト：三原海の場合〜                                      | 三原海（tipToe.）                          |                                                            |
| 2019年1月14日  | 〜第六回ゲスト：優雨ナコの場合〜                                    | 優雨ナコ（クマリデパート）                 |                                                            |
| 2019年2月18日  | 〜第七回ゲスト：EMOEの場合〜                                        | EMOE                                       | ミニライブあり                                             |
| 2019年4月9日   | 〜第八回ゲスト；雨宮未來の場合〜                                    | 雨宮未來（NaNoMoRaL）                      |                                                            |
| 2019年5月7日   | 出張版〜ゲスト：朝倉みずほさんの場合〜                              | 朝倉みずほ（ATOMIC MINISTRY）              | LOFT9で開催、ミニライブあり                                |
| 2019年9月11日  | inロフトヘブン〜ゲスト：姫乃たまさんの場合〜                        | 姫乃たま                                   | LOFT HEAVENで開催、ミニライブあり                          |
| 2020年3月8日   | 姫乃たまの春待ちロフトツアーin阿佐ヶ谷ロフトA〜南波一海のヒアヒア〜 | 宇佐蔵べに                                 | 阿佐ヶ谷ロフトAで開催                                      |
| 2020年4月6日   | ゲスト：夕凪響子さんの場合                                          | 夕凪響子（一瞬しかない）                   | LOFT9で無観客開催、有料配信あり                            |
| 2020年5月17日  | ゲスト：足浮梨ナコさんの場合                                        | 足浮梨ナコ                                 | リモートにて開催。ミニライブ（足浮の自宅より）有料配信あり |
| 2020年6月21日  | 特別編～足浮梨ナコ《無観客》ライブ                                  | 足浮梨ナコ                                 | LOFT9で無観客開催、有料配信あり                            |
| 2020年9月18日  | ゲスト：カイさんの場合                                              | カイ                                       | LOFT9で開催、配信なし                                      |
| 2020年10月5日  | ゲスト：間宮まにさんの場合                                          | 間宮まに（ヤなことそっとミュート）         | LOFT9で開催、有料配信あり                                  |
| 2020年11月16日 | ゲスト：あいうえまし子さんの場合                                    | あいうえまし子（APOKALIPPPS）              | LOFT9で開催、有料配信あり                                  |
| 2020年12月15日 | ゲスト：なでしこさんの場合 in Flowers Loft                          | なでしこ（ヤなことそっとミュート）         | Flowers Loftで開催、有料配信あり                           |
| 2021年1月5日   | ゲスト：プー・ルイさんの場合                                        | プー・ルイ（PIGGS）                        | LOFT9で開催、有料配信あり                                  |
| 2021年2月1日   | ゲスト：奥津マリリさんの場合                                        | 奥津マリリ（フィロソフィーのダンス）       | LOFT9で無観客開催、有料配信あり                            |
| 2021年2月18日  | ゲスト：ミキティー本物さんの場合                                    | ミキティー本物（二丁目の魁カミングアウト） | LOFT9で無観客開催、有料配信あり                            |
| 2021年3月8日   | 番外編 座談会"ひあひあ"                                             | ぱいぱいでか美、ゆっきゅん、水野しず       | LOFT HEAVENで無観客開催、有料配信あり                      |
| 2021年4月11日  | ゲスト/ぱいぱいでか美さんの場合                                     | ぱいぱいでか美                             | LOFT9で開催、有料配信あり                                  |
| 2021年5月5日   | ゲスト/佐藤まりあさんの場合                                         | 佐藤まりあ（フィロソフィーのダンス）       | LOFT9で無観客開催、有料配信あり                            |
| 2021年5月22日  | 中西香菜さんの場合                                                  | 中西香菜                                   | ROCK CAFE LOFTで無観客開催、有料配信あり                   |
| 2021年6月12日  | ゆっきゅんの場合                                                    | ゆっきゅん（電影と少年CQ）                 | LOFT9で開催、有料配信あり                                  |
| 2021年7月10日  | 広瀬彩海さんの場合                                                  | 広瀬彩海                                   | LOFT9で開催、有料配信あり                                  |
| 2021年11月29日 | nuanceさんの場合                                                    | nuance                                     | NAKED LOFT YOKOHAMAで開催、有料配信あり                    |
| 2022年2月2日   | 内山結愛さんの場合                                                  | 内山結愛（RAY）                            | LOFT9で開催、有料配信あり                                  |
| 2022年2月12日  | ミミミユさんの場合                                                  | ミミミユ（MIGMA SHELTER）                  | LOFT9で開催、有料配信あり                                  |
| 2022年4月4日   | 矢川葵さんの場合                                                    | 矢川葵                                     | LOFT9で開催、有料配信あり                                  |
| 2022年5月7日   | LiLii Kaonaの場合                                                   | LiLii Kaona                                | LOFT HEAVENで開催、有料配信、ミニライブあり                |

- カガクハンノウ（2019年 - ）※EMOE主催ライブ&トークイベントでトークMCを担当（一部回を除く）
- アイドルを存分に語れるBAR（LOFT9 Shibuya、2020年 - ）出演・南波一海、ぱいぱいでか美、吉田豪、佐々木敦
- 南波一海のhear/here（LOFT HEAVEN、2021年 - ）※無観客・無料配信。アイドルをゲストに迎える「南波一海のヒアヒア」に対して、アイドル以外をゲストに迎える

| ゲスト | ゲスト        | ゲスト                                                  | ゲスト                                       |
| #      | 公演日        | サブタイトル                                            | ゲスト                                       |
| ------ | ------------- | ------------------------------------------------------- | -------------------------------------------- |
| 1      | 2021年6月4日  | ナタリー望月哲さんに聞く編集と「渋谷系狂騒曲」          | 望月哲（音楽ナタリー）                       |
| 2      | 2021年6月11日 | サリー久保田さんに聞くバンド遍歴と「フリーデザイン:序」 | サリー久保田                                 |
| 3      | 2021年6月18日 | RYUTist安部博明さんに聞く音楽制作と古町                 | 安部博明（RYUTist運営）                      |
| 4      | 2021年6月25日 | valkneeさんに聞くラップとアイドル                       | valknee                                      |
| 5      | 2021年7月13日 | ウ山あまねさんに聞くトラックメイクと音源ディグ          | ウ山あまね                                   |
| 6      | 2021年9月3日  | 田島ハルコさんに聞くラップとニューウェーブギャル        | 田島ハルコ                                   |
| 7      | 2021年9月10日 | ん・フェ二さんに聞く音楽活動と改名                      | ん・フェニ                                   |
| 8      | 2021年9月17日 | Trash-Up!!Recordsに聞く雑誌とレーベル運営               | TRASH-UP!! RECORDS（屑山屑男、シマダマユミ） |
| 9      | 2021年9月30日 | 植本一子さんに聞く写真と文筆                            | 植本一子                                     |

- 奥津マリリpresents"マリリが逢いたい"（LOFT9 Shibuya）※無観客配信。奥津マリリ（フィロソフィーのダンス）とともにMCを担当。

## 過去の出演・雑誌掲載

### 雑誌掲載
- HiVi（ステレオサウンド発行）
- CDジャーナル（音楽出版社）
  - 「アイドル消耗戦」（2011年7月号 - 2019年5・6月合併号）[25]
- SWITCH（スイッチ・パブリッシング発行）
- bounce（タワーレコード発行フリーマガジン）
- MARQUEE（マーキー・インコーポレイティド発行）
- アイドル最前線2015（洋泉社MOOK、2015.2）
- 月刊ENTAME（徳間書店）「南波一海と嶺脇育夫のアイドル三十六房EN」（2015年1月号 - 2019年2月号）
- BUBKA（白夜書房）「ライブアイドル a go go!!」（2013年6月号 - 2020年5月号）

### テレビ、ラジオ
- 『ご当地アイドルお取り寄せ図鑑』（BSスカパー!、2013年）
  - 『ご当地アイドルお取り寄せ図鑑 第二章』（BSスカパー!、2014年）
- 『ランク王国』（TBSテレビ）
  - 2013年6月1日・2014年12月6日「注目のご当地アイドルTOP10」
  - 2016年1月9日「2016年注目のライブアイドルランキング」
- 『チャンネル生回転TV Allザップ!』（BSスカパー!、2015年4月30日 - ）スカパー!ウォッチャーとして不定期（主に木曜）出演。
- 『ごごラジ!』（NHK第1、毎月最終木曜16:06 - ）2015年4月から2017年2月まで「アイドル情報局」コーナー担当（前番組『午後のまりやーじゅ』から継続）
- 『ヒャダインの"ガルポプ!"』（NHK-FM、隔週土曜日21:00 - 22:00）
冬・夏のスペシャル放送時には小出祐介（Base Ball Bear）とともに毎回スペシャルゲストとして出演。
2018年4月14日より、レギュラー放送回の放送時間変更・時間拡大（45分→60分）に合わせて、レア音源を紹介するコーナー「わんぱくCD-R」を担当[26]。

### インターネット放送
- 『武藤彩未 ニコ生初登場!!2014年振り返りスペシャル』（ニコニコ生放送、2014年12月16日）
- 『ジョージのロックンロール記者会見《アイドル座談会》』（showroom 2015年4月8日）
- 『真夜中のニャーゴ』（ホウドウキョク24（2016年6月まではNOTTVでも放送）、2015年4月7日 - 2017年3月31日）
番組開始当初は後半のアイドル紹介コーナー（「Nパレットレコード」[注 1]コーナー）のみ出演で、電話出演となることが多かったが、メインMC・小出祐介の聞き手としてオープニングから出演するようになる。小出が作品制作やライブツアーなどで不在時にはメインMCを務めることもあった。

### WEB掲載
- HELLO! PROJECT公認コラム「HELLO! Navi ハロナビ」[27]
- 南波一海のルッキング・フォー・ザ・パーフェクト・ソング（LoGiRL）[28]

### イベント
- UNIDOL（ユニドル） - 審査員

## ミュージック・ビデオ
- RYUTist
  - 「夢見る花小路」（2017年7月26日）[29] - 監督[5]
  - 「青空シグナル」（2018年4月27日）[30] - 監督[31]
  - 「黄昏のダイアリー」（2018年11月12日）[32] - 監督[33]
  - 「心配性」（2018年11月19日）[34] - 監督[35]
  - 「Majimeに恋して」（2019年7月10日）[36] - 監督[37]
  - 「きっと、はじまりの季節」（2019年10月25日）[38] - 監督[39]
- 柳♡箱（RYUTistとハコイリ♡ムスメ）
  - 「ともだち（2018年1月19日）[40] - 監督[41]